# HK Bosna
HK Bosna ist ein Eishockeyclub aus dem Stadtteil Centar in Sarajevo, Bosnien-Herzegowina. Sein Stammverein ist die USD Bosna (Univerzitetsko Sportsko Društvo Bosna, dt. "Universitäts-Sport-Vereinigung Bosnien"). In der Liga führt die Eishockeymannschaft den Beinamen Lisice (dt. "Füchse"). Nachdem der Klub einige Jahre inaktiv war, nimmt er seit 2017 wieder am Spielbetrieb teil.

## Geschichte
Der Club wurde am 11. September 1980 gegründet. Im Jahre 1985 stieg die Mannschaft in die erste Jugoslawische Liga auf, wo sie sich auch behaupten konnte. Die beste Platzierung gelang in der Saison 1986/1987 mit einem fünften Platz (von neun Mannschaften). Aufgrund finanzieller Probleme zog sich der Club 1988 aus der Liga zurück.
Aufgrund der Zerstörung der Olympiahalle Zetra während des Bosnienkrieges wurde der Spielbetrieb 1992 eingestellt. Nach der Gründung des Staates Bosnien und Herzegowina und des Bosnisch-herzegowinischen Eishockeyverbandes nimmt der HK Bosna mit Unterbrechungen an der Bosnisch-herzegowinischen Eishockeyliga teil. 2003, 2011 und 2018 wurde er bosnisch-herzegowinischer Meister.